# Proasellus anophtalmus
Proasellus anophtalmus är en kräftdjursart som först beskrevs av Stanko Karaman 1934.  Proasellus anophtalmus ingår i släktet Proasellus och familjen sötvattensgråsuggor.

## Underarter
Arten delas in i följande underarter:
- P. a. dalmatinus
- P. a. anophtalmus
- P. a. serbicus
- P. a. rhausinus
- P. a. radikanus
- P. a. longisetus
- P. a. bosnicus